# Tour de Colombie 2004
Le Tour de Colombie 2004, qui se déroule du 16 au 30 juin 2004, est une épreuve cycliste remportée par le Colombien José Castelblanco. Cette course est composée d'un prologue et de quatorze étapes.
Néanmoins, Libardo Niño, qui a terminé à la deuxième place, est finalement déclaré vainqueur de la Vuelta a Colombia 2004 par le tribunal sportif de la Fédération colombienne de cyclisme, Castelblanco ayant été contrôlé positif à la testostérone lors d'un contrôle antidopage.
Le 11 juin, après six kilomètres de course, le coureur de la formation Alcaldía de Fusagasugá - Juegos Nacionales 2004, Juan Antonio Barrero chute dans une descente prise à plus de 80 km/h. Souffrant de traumatismes multiples à la tête et au thorax, il meurt lors de son transfert à l'hôpital.

## Classement général
| Classement final | Classement final  | Classement final | Classement final  | Classement final    |
|                  | Coureur           | Pays             | Équipe            | Temps               |
| ---------------- | ----------------- | ---------------- | ----------------- | ------------------- |
| 1er              | Libardo Niño      | Colombie         | Lotería de Boyacá | en 50 h 26 min 29 s |
| 2e               | Jairo Hernández   | Colombie         | Orbitel           | + 18 s              |
| 3e               | Heberth Gutiérrez | Colombie         | Orbitel           | + 2 min 13 s        |
| modifier         |                   |                  |                   |                     |